# Râul Ciopa
Râul Ciopa este un afluent al râului Bârzava, al căror punct de confluență se găsește în satul Sângeorge, comuna Birda, județul Timiș. 

## Hărți
- Harta județului Timiș